# Betty Dittrich
Betty Dittrich, geboren als Emma Elisabeth Dittrich (* 1984 bei Malmö), auch bekannt als Emma Elisabeth, ist eine schwedische Popsängerin und Songwriterin.

## Leben und musikalische Karriere
Dittrichs Vater wurde in Deutschland geboren und zog im Alter von einem Jahr nach Schweden. Ihre Großmutter lebte während Dittrichs Kindheit in Deutschland. Ihre Eltern waren in den 1960er-Jahren ebenfalls als Musiker tätig.
In ihrer Jugend lernte Dittrich, verschiedene Musikinstrumente zu spielen. Im Alter von 16 Jahren nahm sie ein Musikstudium am Sundsgymnasiet in Vellinge auf. Dem schloss sich eine professionelle Ausbildung zur Sängerin und Gitarristin an der Kulturama, Skandinaviens führendem College für künstlerische Studiengänge, an. Als Austauschstudentin besuchte sie Deutschland für ein halbes Jahr, erhielt die Möglichkeit, mit anderen Songwritern eine Demoaufnahme in deutscher Sprache aufzuzeichnen, war von dem Ergebnis positiv überrascht und blieb bei deutschsprachigen Texten.
Dittrich zog 2004 nach Stockholm, wo sie zusammen mit Marina Ljung die Popband Shebang gründete, mit der sie bis zu deren Auflösung im Jahr 2008 einige Erfolge in Skandinavien und Japan erzielte. Im Jahr 2009 ging sie als Solokünstlerin auf Club-Tour durch Schweden und Dänemark. Seit Anfang 2011 lebt sie in Berlin. Ihre Musik wird nach eigener Einschätzung von der Post-Rock-’n’-Roll- und Pop-Ära der 1960er- und 1970er-Jahre beeinflusst. Zwar ist die deutsche Sprache nicht ihre Muttersprache, dennoch sind im Laufe der Jahre rund 60 Musiktitel mit deutschen Texten entstanden. Bei EMI Music unter Vertrag stehend, arbeitete sie Anfang 2013 an ihrem ersten Album, das unter dem Titel Gute Jungs, böse Mädchen am 22. Februar 2013 veröffentlicht wurde.
Am 15. Februar 2013 wurde ihr Titel LaLaLa veröffentlicht, mit dem sie am Vortag in Hannover bei Unser Song für Malmö, dem deutschen Vorentscheid zum Eurovision Song Contest 2013 in ihrer Heimatstadt Malmö, teilgenommen hatte. Der Titel, der am 28. Januar 2013 Fernsehpremiere hatte, wurde von ihr in Zusammenarbeit mit Andreas John komponiert.
Im September 2014 kündigte Betty Dittrich an, ein neues Musikprojekt mit dem Titel Qveen Elizabeth zu starten.
Im März 2016 erschien ihr Album Cover Stories, das ausschließlich englischsprachige Coverversionen beinhaltet.
Seit 2017 tritt sie unter ihrem Vornamen Emma Elisabeth auf.

## Diskografie
Singles
- 2013: LaLaLa

Alben
- 2013: Gute Jungs, böse Mädchen
- 2016: Cover Stories

Als Emma Elisabeth
- 2017: We Gotta Talk - EP
- 2019: Live & Stripped Down
- 2019: Melancolic Milkshake

## Auszeichnungen
Nominierungen
- Echo in der Kategorie Bestes Video National[11]